# Bolsjoj-Kekoeknajski
De Bolsjoj-Kekoeknajski (Russisch: Большой-Кекукнайский) is de benaming voor twee massieve elkaar gedeeltelijk overlappende schildvulkanen; de Bolsjoj (1299 meter) en de Kekoeknajski (1401 meter), ook Kekoeknajskigebergte (хребет Кекукнайский) genoemd, in het centrale deel van het Russische schiereiland Kamtsjatka. De beide basaltische vulkanen stammen uit het Pleistoceen en liggen respectievelijk ten noordwesten en ten noord-noordwesten van de vulkaan Oeksitsjan, in de westelijke uitlopers van het Centraal Gebergte. De flanken zijn bedekt met een groot aantal jongere sintelkegels. Met name op de noordoostelijke flank van de Kekoeknajski bevinden zich veel sintelkegels en lavastromen.
Aan de toppen bevinden zich caldera's. De caldera van de Bolsjoj wordt doorbroken door vier radiaal verlopende valleien en de caldera van de Kekoeknajski, die een doorsnede heeft van ongeveer 6 kilometer, wordt in het noorden doorbroken. De Kekoeknajski heeft aan de noordelijke voet een 1 kilometer brede krater, de Kekoek (ongeveer 20 kilometer ten noordoosten van de piek van de Bolsjoj), die rond 5310 v. Chr. voor het laatst uitbarstte.
De lavastromen en sintelkegels hebben een vallei afgedamd die de berg doorsnijdt, waardoor de meren Bolsjoje Goltsovoje en Maloje Goltsovoje (Grote en Kleine Goltsovoje) zijn ontstaan.